# 克拉拉·蔡特金
克拉拉·蔡特金（德語：Clara Zetkin，德語發音：[ˈtsɛtkiːn]；1857年7月5日—1933年6月20日），出生于德国萨克森克尼格斯海恩-維德勞，是德国马克思主义理论家和共产主义活动家，也是国际妇女运动的先驱人物。

## 克拉拉与奥西普
克拉拉在1878年与俄国人奥西普·蔡特金相识后，开始信仰马克思主义。正是这一年，俾斯麦颁布了“镇压社会主义法”，奥西普被驱逐出德国，克拉拉跟随他一起流亡到了巴黎，两人于1883年结婚，在巴黎开始组织工人运动。

## 妇女运动
1889年奥西普逝世后，克拉拉开始继续组织工人运动，就在当年，她参加了“法国大革命一百周年”纪念大会。在会上，她发表了题为《为了妇女解放》的专题演说，提出了妇女经济独立、男女同工同酬、改变现行社会制度的观点。1910年哥本哈根第二次国际社会主义妇女代表大会根据她的倡议 ，通过3月8日为国际妇女节的决议。

## 第二国际
克拉拉是“第二国际”的创始人之一。成立大会上，在她的倡议下会议通过了“对女工的特别保护规定”和男女同工同酬的决议。1921年后，她任共产国际执行委员会委员和主席团委员。1929年7月共产国际第十次扩大全会结束后，蔡特金在私下对一个瑞士同志说“共产国际已经从一个活着的政治体变为了一个死去的机构，它一方面只能吞下俄罗斯的指令，另一方面又用各种语言将这些指令反刍”。不过，在公开场合，蔡特金仍然以自己的声望支持共产国际并保持缄默。

## 共产党议员
在1932年7月德国国会选举后，帝国议会于8月30日召开的首次会议上，她作为德国共产党议员发表的40分钟讲话中设想了一个苏维埃德国的实现，高龄75岁的她的讲话中，没有魏玛共和国晚期国会长发言经常遭到的干扰行为。当天晚些时候作为议程的投票中，凭借纳粹党的席位优势赫尔曼·戈林当选为国会议长。纳粹党掌权后她流亡苏联，同年逝世。

## 评论
由于克拉拉把实现人类和妇女的全部解放为其毕生心愿并为之奋斗，被誉为“国际妇女运动之母”。